# Спиридонович, Срджан
Срджан Спиридонович (нем. Srđan Spiridonović; род. 13 октября 1993[…], Вена) — австрийский футболист, атакующий полузащитник литовского клуба Кауно Жальгирис.

## Клубная карьера

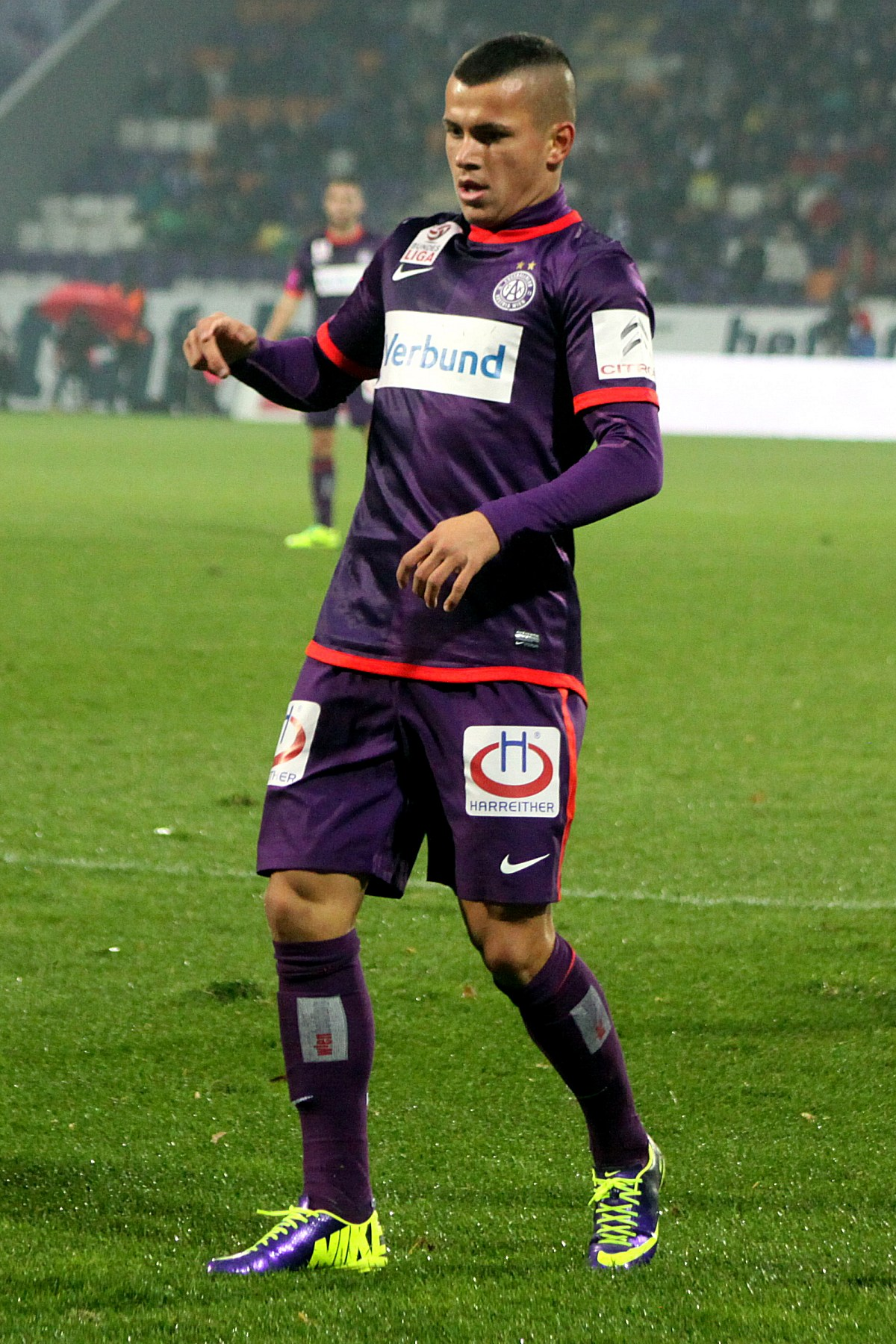
Спиридонович в составе «Аустрии»

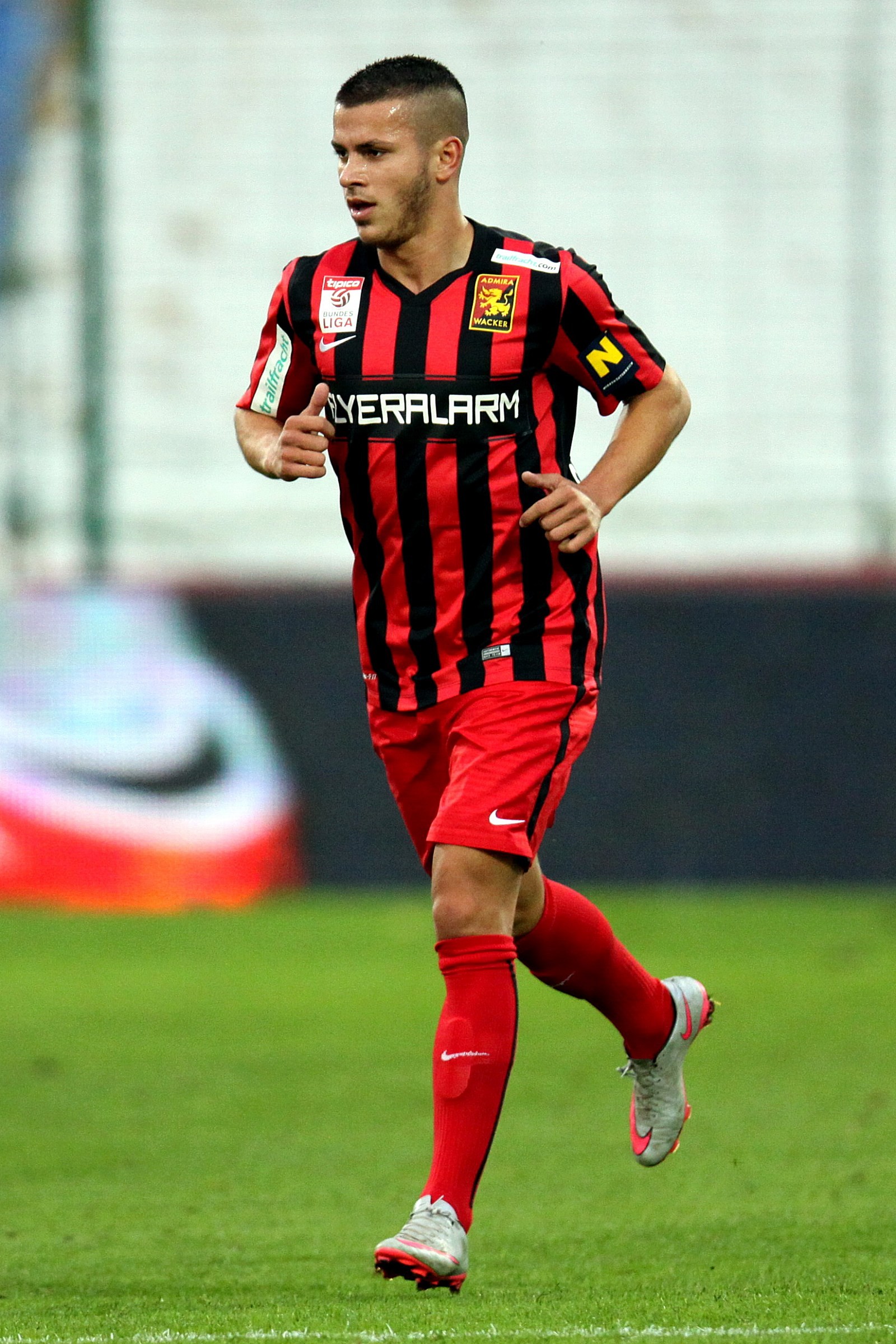
Спиридонович в составе «Адмира Ваккер Мёдлинг»

Спиридонович — воспитанник столичных клубов «Рапид» и «Аустрия». В 2011 году он начал выступления за дублирующий состав последних. 21 октября 2012 года в матче против столичного «Рапида» он дебютировал в австрийской Бундеслиге. В своём дебютном сезоне Срджан помог клубу выиграть чемпионат. Летом 2014 года Спиридонович перешёл в итальянскую «Виченцу». 10 сентября в матче против «Латины» он дебютировал в итальянской Серии B. В начале 2015 года Срджан был отдан в аренду в «Мессину». 1 февраля в матче против «Матеры» он дебютировал за новый клуб. 23 февраля в поединке против «Лечче» Срджан забил свой первый гол за «Мессину».
Летом 2015 года Спиридонович вернулся на родину, подписав контракт с «Адмира Ваккер Мёдлинг». В матче против «Вольфсберга» он дебютировал за новый клуб. 21 ноября в поединке против своего бывшего клуба «Аустрии» Срджан забил свой первый гол за «Адмиру».
Летом 2017 года Спиридонович перешел в греческий «Паниониос», подписав контракт на 3 года. 10 сентября в матче против «Панатинаикоса» он дебютировал в греческой Суперлиге. 24 сентября в поединке против «Лариссы» Срджан забил свой первый гол за «Паниониос».

## Достижения
«Аустрия» (Вена)
- Чемпион Австрии: 2012/13